# John C. Polkinghorne
John Polkinghorne (Weston-super-Mare, 16 de octubre de 1930 - Cambridge, 9 de marzo de 2021) fue un físico y sacerdote anglicano británico, presidente de Queens' College, de la Universidad de Cambridge, y exprofesor de Física Matemática en Cambridge.

## Carrera científica
Ha publicado numerosos artículos sobre física elemental teórica en revistas científicas y dos libros de carácter técnico y científico, The Analytic S-Matrix (CUP 1966, junto con RJ Edén, PV Landshoff, y Di Oliva) y Models of High Energy Processes (Modelos de Procesos de Alta Energía) (CUP, 1980). 
Polkinghorne renunció a su cátedra de física para estudiar para el sacerdocio anglicano. Después de completar sus estudios teológicos, ordenarse y prestar servicio en varias parroquias, regresó a Cambridge. Durante ese tiempo, escribió una serie de libros sobre la compatibilidad de la religión y la ciencia. 
Algunos de sus libros son Science and Creation (Ciencia y Creación), Science and Providence (Ciencia y Providencia), y sus Gifford Lectures, The Faith of a Physicist (La fe de un físico).
El Dr. Polkinghorne recibió el Premio Templeton en 2002. Ese mismo año fue fundador y presidente de la International Society for Science and Religion.

## Obras
- John Polkinghorne, Nicholas Beale (2009). Questions of Truth: Fifty-One Responses to Questions about God, Science, and Belief. Westminster John Knox Press. ISBN 9781611640038.
- John Polkinghorne (2011). Science and Religion in Quest of Truth. Yale University Press. ISBN 9780300178395.
- — (2008). Science and the Trinity: The Christian Encounter with Reality. Yale University Press. ISBN 9780300153538.
- — (2008). Faith, Science and Understanding. Yale University Press. ISBN 9780300130676.
- — (2010). One World: The Interaction of Science and Theology. Templeton Foundation Press. ISBN 9781599472003.
- — (2011). Science and Providence: God's Interaction with the World. Templeton Foundation Press. ISBN 9781599470849.
- — (2011). Testing Scripture: A Scientist Explores the Bible. Baker Books. ISBN 9781441237408.
- — (2007). Exploring Reality: The Intertwining of Science and Religion. Yale University Press. ISBN 9780300122671.[3]
- — (1998). Beyond Science: The Wider Human Context. Cambridge University Press. ISBN 9780521625081.
- — (2009). Theology in the Context of Science. Yale University Press. ISBN 9780300156096.
- — (2008). The God of Hope and the End of the World. Yale University Press. ISBN 9780300130683.[4]
- — (2009). Science and Creation: The Search for Understanding. Templeton Foundation Press. ISBN 9781599472164.
- — (1998). Belief in God in an Age of Science. Yale University Press. ISBN 9780300174106.[5][6]
- — (2002). Quantum Theory: A Very Short Introduction. Oxford University Press. ISBN 9780191577673.
- — (1980). Models of High Energy Processes. Cambridge University Press. ISBN 9780521223690.

### Ediciones en español
- Polkinghorne, J. C. (2000). Ciencia y teología. Editorial Sal Terrae. ISBN 978-84-293-1349-9.
- — (2007). Explorar la realidad: la interrelación de ciencia y religión. Editorial Sal Terrae. ISBN 978-84-293-1700-8.
- — (2007). La fe de un físico: reflexiones teológicas de un pensador ascendente. Editorial Verbo Divino. ISBN 978-84-8169-747-6.